# 4 ربيع الأول
- السبت
- الأحد
- الاثنين
- الثلاثاء
- الأربعاء
- الخميس
- الجمعة

- 2731 أغسطس 2024
- 281 سبتمبر 2024
- 292 سبتمبر 2024
- 303 سبتمبر 2024
- 14 سبتمبر 2024
- 25 سبتمبر 2024
- 36 سبتمبر 2024
- 47 سبتمبر 2024
- 58 سبتمبر 2024
- 69 سبتمبر 2024
- 710 سبتمبر 2024
- 811 سبتمبر 2024
- 912 سبتمبر 2024
- 1013 سبتمبر 2024
- 1114 سبتمبر 2024
- 1215 سبتمبر 2024
- 1316 سبتمبر 2024
- 1417 سبتمبر 2024
- 1518 سبتمبر 2024
- 1619 سبتمبر 2024
- 1720 سبتمبر 2024
- 1821 سبتمبر 2024
- 1922 سبتمبر 2024
- 2023 سبتمبر 2024
- 2124 سبتمبر 2024
- 2225 سبتمبر 2024
- 2326 سبتمبر 2024
- 2427 سبتمبر 2024
- 2528 سبتمبر 2024
- 2629 سبتمبر 2024
- 2730 سبتمبر 2024
- 281 أكتوبر 2024
- 292 أكتوبر 2024
- 303 أكتوبر 2024
- 14 أكتوبر 2024

4 ربيع الأوَّل أو 4 ربيع الأنوار أو يوم 4 \ 3 (اليوم الرابع من الشهر الثالث) هو اليوم الثالث والستين من أيَّام السنة (أو الرابع والستين لو كان شهر صفر مُتممًا لليوم الثلاثين) وفق التقويم الهجري القمري (العربي). يبقى بعده 291 أو 292 يومًا لانتهاء السنة.

## أحداث
- 491 هـ - نشوب موقعة حارم بين الصليبيين والقوات الإسلامية عند حصن حارم بالقرب من حلب، وكان ذلك في أثناء الحملة الصليبية الأولى، وانتهت المعركة بانتصار القوات الصليبية.
- 1005 هـ - الجيش العثماني يحقق انتصارًا باهرًا على الجيش الألماني في معركة هاجوفا الكبرى، وقد قتل من الجيش الألماني حوالي 70 ألف قتيل.
- 1251 هـ - محمد علي باشا يصدر أمرًا بإنشاء مصلحة الآثار والمتحف المصري، وأسند إدارتهما إلى «يوسف ضياء أفندي» بإشراف رفاعة الطهطاوي.
- 1348 هـ - اندلاع ثورة البراق في مدينة القدس إبان الانتداب البريطاني على فلسطين.
- 1365 هـ - حزب الإصلاح الوطني في منطقة الريف المغربي يعقد مؤتمره الأول ويختار الطيب بنونة أمينًا عامًا للحزب ويطالب بالاستقلال عن إسبانيا والوحدة مع المغرب.
- 1373 هـ - سعود بن عبد العزيز آل سعود يبايع ملكًا على السعودية.
- 1392هـ - تأسيس الهيئة السعودية للمواصفات والمقاييس والجودة (SASO).
- 1399 هـ - الإمام روح الله الموسوي الخميني يصل إلى العاصمة الإيرانية طهران بعد غياب في المنفى استمر 15 عامًا.
- 1402 هـ - عودة العلاقات الدبلوماسية بين ليبيا والسعودية بعد انقطاعها إثر خلافات بين البلدين.
- 1405 هـ - تبادل السفراء بين الولايات المتحدة والعراق لأول مرة منذ سبعة عشر سنة.
- 1407 هـ - انتخاب حيدر أبوبكر العطاس رئيسًا لوزراء جمهورية اليمن الديمقراطية الشعبية.
- 1409 هـ - تشاد تعين البراهيمي محمد تييدي سفيرًا لها في ليبيا بعد عودة العلاقات الدبلوماسية بين البلدين إثر انقطاعها بعد حرب بين البلدين.
- 1425 هـ -
  - مقتل خمسة من الإسلامين المتشددين على يد قوات الأمن السعودية في مدينة جدة بعد مطاردة بالسيارات.
  - مقتدى الصدر يهدد بشن عمليات انتحارية ضد الجيش الأمريكي إذا ما قام الجيش بهجمات على النجف وكربلاء.
- 1431 هـ -
  - مجموعة من الجنود النيجيرية بقيادة سالو جيبو تقتحم القصر الرئاسي وتطيح بالرئيس محمد تانجي بعد أن حكم البلاد 11 سنة.
  - انهيال في محافظة كوهستان، شمال غرب باكستان، يطمر إحدى القرى ويتسبب بوفاة أكثر من 100 شخص.
  - منظمة الشرطة الجنائية الدولية تدرج أسماء 11 شخصًا من المشتبه بهم بقتل القائد في كتائب عز الدين القسام محمود المبحوح.
- 1432 هـ - الإعلان عن نتيجة استفتاء جنوب السودان الذي أجري قبل حوالي شهر، وكانت النتيجة أن 98.83% من المقترعين صوتوا لانفصال الجنوب عن الشمال.
- 1437 هـ - الإعلان عن تشكيل حلف عسكري بِقيادة السُعوديَّة تحت مُسمَّى «التحالف الإسلامي العسكري» لِمُكافحة الإرهاب.
- 1439 هـ - رئيس الوزراء اللبناني سعد الدين الحريري يعود إلى لبنان ويعلن تريُثه في تقديم استقالته بعد أن تقدَّم بها قبل 18 يومًا.

## مواليد
- 1279 هـ - أحمد فتحي زغلول، أحد أعلام مصر في الترجمة والقانون والقضاء.
- 1344 هـ - محمد مزالي، وزير أول لتونس.
- 1352 هـ - حسن مصطفى، ممثل مصري.
- 1355 هـ - مريم نور، إعلامية وكاتبة لبنانية.
- 1361 هـ - علي عبد الله صالح، رئيس اليمن.
- 1381 هـ - فارس الحلو، ممثل سوري.
- 1387 هـ - نادر الحساوي، ممثل كويتي.
- 1388 هـ - نهلة سلامة، ممثلة مصرية.
- 1398 هـ - سارة الغامدي، مغنية سعودية.
- 1402 هـ - علي الحبسي، حارس مرمى كرة قدم عُماني.
- 1408 هـ -
  - هشام فقيه، ناشط اجتماعي سعودي.
  - زيزي عادل، مغنية مصرية.
- 1423 هـ - حلا الترك، مغنية بحرينية.

## وفيات
- 886 هـ - محمد الفاتح، سابع سلاطين بني عثمان وفاتح القسطنطينية.
- 1356 هـ - مصطفى صادق الرافعي، كاتب وأديب مصري.
- 1428 هـ - ألفت الأدلبي، كاتبة سورية.

## وصلات خارجية
- صحيفة اليوم: حدث في مثل هذا اليوم.
- موقع قصة الإسلام: حدث في شهر ربيع الأوَّل.